# سيريل هينيون
سيريل هينيون (بالفرنسية: Cyril Hennion)‏ هو لاعب كرة قدم فرنسي في مركز الوسط، ولد في 3 يناير 1992 في نيس في فرنسا. لعب مع نادي فريجوس ونادي نيس.

## وصلات خارجية
- سيريل هينيون على موقع قاعدة بيانات كرة القدم.إي يو (الإنجليزية)
- سيريل هينيون على موقع Soccerway.com (الإنجليزية)
- سيريل هينيون على موقع AS.com (الإسبانية)